# グレッグ・バーランティ
グレッグ・バーランティ（Greg Berlanti、1972年5月24日 - ）は、アメリカ合衆国の脚本家、プロデューサー、監督。
カルト的な人気のテレビドラマ『エバーウッド 遥かなるコロラド』の企画原案者であり、『ブラザーズ&シスターズ』や『ARROW/アロー』などのドラマでもショーランナーを務める。また、劇場映画『グリーン・ランタン』では、原案、脚本、製作を担当した。

## 私生活
1972年、ニューヨーク州ウェストチェスター郡ライで誕生。両親はバーバラ・モラー・バーランティとユージーン・バーランティ。2004年8月の『エンターテインメント・ウィークリー』誌におけるインタビューで、「自分たちはWASPの町に住むイタリア人だった。そのコミュニティの9割方よりも貧しかった」と語った。
グレッグ・バーランティ製作のテレビ番組の終了時には、テレビの前に座る家族の後姿が映り、「グレッグ、頭をどけろ!」と叫ぶ声が流れるのが恒例だが、それは実際に、自分がテレビ画面の前に陣取っていた時に父親に怒鳴られた様子を再現したものである。
バーランティはノースウェスタン大学で執筆を勉強し、フラタニティ（Delta Tau Delta (ΔΤΔ)）など多くの活動に参加した。また、ゲイであることを公表しており、2017年にサッカー選手のロビー・ロジャースと婚約した。

## 仕事
『ドーソンズ・クリーク』（1998年 - 2003年）および、その短命スピンオフ番組『Young Americans』（2000年）の脚本と製作を担当。
脚本と監督を担当した劇場映画『ブロークン・ハーツ・クラブ』（2000年）では、当時の自分の友人たちをモデルに、ウェスト・ハリウッドに住むゲイ青年たちの生活を描いた。
最も良く知られる作品は『エバーウッド 遥かなるコロラド』（2002年 - 2006年）で、同番組の企画原案・製作総指揮・ショーランナーを務めた。短命ドラマ番組『Jack & Bobby』（2004年 - 2005年）や『No Ordinary Family』（2010年 - 2011年）の共同企画原案者でもある。
バーランティは当初、The WB系列の番組を中心に活動していた。2006年、The WBとUPNを統合したThe CWが誕生することになった際、『エバーウッド 遥かなるコロラド』もThe CWで継続放送することが検討されたが実現せず、打ち切られた（エバーウッド 遥かなるコロラド#番組終了についても参照）。同8月、タッチストーン・テレビジョンとABC系列のために、複数のパイロット版を企画製作するという契約が発表された。これをもって、長年パートナーを組んでいたミッキー・リデルとも袂を分かつことになった。
ABCではその頃、2006年秋の放送開始をにらんだ『ブラザーズ&シスターズ』の製作が進んでいたが、製作総指揮のマーティ・ノクソンが企画原案者のジョン・ロビン・ベイツと意見衝突して降板することになった。そこで、バーランティがコンサルタントとして協力することになり、再キャスティングとパイロット版再製作が行われた。結局、バーランティは同番組の製作総指揮を務めることになった。
ABCでは続けて、『ダーティ・セクシー・マネー』（2007年9月放送開始）、『弁護士イーライのふしぎな日常』（2008年1月放送開始、マーク・グッゲンハイムと共同で考案）の製作総指揮も担当した。
『弁護士イーライのふしぎな日常』では、第1話における「チメロサールが自閉症を引き起こす」という説が物議をかもした。その理論自体は科学的に証明されていないものの、ワクチン接種が減る原因となっている。これについてバーランティは、「脚本には両方の意見が反映されている。きちんとした調査を行った」と述べた。
劇場映画『グリーン・ランタン』（2011年公開）の脚本を共同執筆したが、一時は監督候補でもあった。
キャサリン・ハイグルとジョシュ・デュアメル主演の映画『かぞくはじめました』（2010年公開）では、監督を務めた。

## 作品

### 脚本
- ドーソンズ・クリーク Dawson's Creek（1998年）
- ブロークン・ハーツ・クラブ The Broken Hearts Club: A Romantic Comedy（2000年）
- Jack & Bobby（2004年）
- エバーウッド 遥かなるコロラド Everwood（2002年 - 2006年）
- 弁護士イーライのふしぎな日常 Eli Stone（2007年）
- ブラザーズ&シスターズ Brothers & Sisters（2006年 - 2007年）
- No Ordinary Family（2010年）
- グリーン・ランタン Green Lantern（2011年）
- タイタンの逆襲 Wrath of the Titans（2012年）
- ARROW/アロー Arrow（2012年 - 2020年）

### 製作
- エバーウッド 遥かなるコロラド Everwood（2002年 - 2006年）
- ブラザーズ&シスターズ Brothers & Sisters（2006年 - 2011年）
- ダーティ・セクシー・マネー Dirty Sexy Money（2007年）
- グリーン・ランタン Green Lantern（2011年）
- ARROW/アロー Arrow（2012年 - ）
- PAN 〜ネバーランド、夢のはじまり〜 Pan（2015年）
- 僕の巡査 My Policeman（2022年）

### 監督
- ブロークン・ハーツ・クラブ The Broken Hearts Club: A Romantic Comedy（2000年）
- かぞくはじめました LIFE AS WE KNOW IT （2010年）
- Love, サイモン 17歳の告白 Love, Simon（2018年）
- フライ・ミー・トゥ・ザ・ムーン Fly Me to the Moon（2024年）